# طحنون الزعابي
طحنون حمدان سعيد الزعابي (مواليد 10 أبريل 1999) لاعب كرة قدم إماراتي يجيد اللعب في الوسط مع نادي الوصل في دوري الخليج العربي الإماراتي .
و هو شقيق اللاعب محمد الزعابي .

## مسيرة اللاعب
بدأ في نادي الوحدة و انتقل إلى نادي الوصل في عام 2024.

## روابط خارجية
- طحنون الزعابي على موقع إي إس بي إن إف سي (الإنجليزية)
- طحنون الزعابي على موقع قاعدة بيانات كرة القدم.إي يو (الإنجليزية)
- طحنون الزعابي على موقع ناشيونال فوتبول تيمز (الإنجليزية)
- طحنون الزعابي على موقع Soccerway.com (الإنجليزية)
- طحنون الزعابي على موقع عالم كرة القدم.نت (الإنجليزية)